# Normanion qaudrimanus
Normanion qaudrimanus är en kräftdjursart som först beskrevs av Charles Spence Bate och John Obadiah Westwood 1868.  Normanion qaudrimanus ingår i släktet Normanion, och familjen Lysianassidae. Arten har ej påträffats i Sverige.